# Xplora
Xplora est une chaîne de télévision espagnole, appartenant au groupe Atresmedia.

## Histoire
Le 4 février 2012, Grupo Antena 3 annonce que la chaîne LaSexta2 allait être reformatée sans pour autant avoir défini sa programmation à cette date.
Un mois plus tard, en mars 2012, la thématique de la nouvelle chaîne est dévoilée: elle diffusera des documentaires. En conséquence, sa principale concurrente est Discovery MAX. Puis le 11 avril 2012, le groupe annonce que la chaîne deviendra Xplora. 
À la fin du même mois d'avril, des annonces apparaissent sur LaSexta2 indiquant un remplacement de la chaîne. La chaîne est officiellement lancée le 1er mai 2012.
La chaîne cesse d'émettre le 6 mai 2014 en même temps que laSexta3, Nitro et six autres chaînes, à la suite d'une décision du Tribunal suprême espagnol du 18 décembre 2013 qui annule les licences audiovisuelles d'émettre sur la télévision numérique terrestre espagnole (Televisión Digital Terrestre ou TDT) pour les dernières chaînes lancées. Le motif invoqué est qu'elles n'ont pas été sélectionnées à travers un appel d'offres.

## Programmes
La chaîne diffuse uniquement des documentaires, issues de groupe tel que National Geographic.

## Audiences
| Année | Janvier | Février | Mars | Avril | Mai  | Juin | Juillet | Août | Septembre | Octobre | Novembre | Décembre | Moyenne annuelle |
| ----- | ------- | ------- | ---- | ----- | ---- | ---- | ------- | ---- | --------- | ------- | -------- | -------- | ---------------- |
| 2012  |         |         |      |       | 1,1% | 1,1% | 1,5%    | 1,4% | 1,2%      | 1,3%    | 1,6%*    | 1,6%     | 1,3%             |
| 2013  | 1,5%    | 1,5%    |      |       |      |      |         |      |           |         |          |          |                  |

* Maximum historique

Légende :
Fond vert = Meilleur score mensuel de l'année
Fond rouge = Moins bon score mensuel de l'année